# Harmelerwaard
De Harmelerwaard is een polder in de woonplaats Harmelen, behorend tot de gemeente Woerden.
In het zuiden van deze polder ligt de buurtschap Harmelerwaard. Deze ligt aan de noordelijke oever van de Leidse Rijn, ten oosten van de dorpskern van Harmelen. De weg aldaar heet eveneens Harmelerwaard.
De polder Harmelerwaard ligt tussen twee takken van de rivier de Rijn. De zuidelijke tak is de huidige Leidse Rijn tussen de Heldam en Harmelen. In de oudheid werd deze tak door de Romeinen gekozen als rijksgrens. De noordelijke tak is de Bijleveld tussen Vleuten en Harmelen. Deze tak is de oorspronkelijke hoofdstroom van de rivier de Rijn. In de middeleeuwen ging deze verzanden en daarom nam vanaf 1381 een nieuwe vaarweg, de huidige Leidse Rijn, de functie van scheepvaartverbinding tussen Utrecht en Harmelen over. In Harmelen komen de beide takken samen en verandert de naam in Oude Rijn.
De oostgrens van de Harmelerwaard is de wetering de Heicop. Deze is tevens de grens tussen de gemeenten Woerden en Utrecht. De weg Harmelerwaard verandert bij de gemeentegrens van naam in Zandweg. Deze ligt in de woonplaats De Meern. Aan de noordelijke oever van de Leidse Rijn in De Meern en de Harmelerwaard lag vroeger een zandpad dat dienst deed als jaagpad ten behoeve van de trekvaart.
Het gebied van de Harmelerwaard viel in de middeleeuwen, samen met Vleuten en het gedeelte van De Meern ten noorden van de Leidse Rijn, onder de proosdij van Oudmunster te Utrecht. In 1633 beleende de proosdij de ambachtsheer van Harmelen met de Harmelerwaard, waardoor er een personele unie tussen de twee gerechten tot stand kwam. Tijdens de Bataafse Republiek maakte de Harmelerwaard vanaf 1798 deel uit van een uitgestrekte gemeente Harmelen. Omdat de gemeentelijke herindelingen uitliepen op een chaos, werd de oude toestand hersteld in 1801. Nadat Nederland in 1810 een deel van Frankrijk was geworden, vond er per 1-1-1812 opnieuw een herindeling plaats. De Harmelerwaard werd deel van de gemeente Harmelen en verloor voorgoed zijn politieke zelfstandigheid.

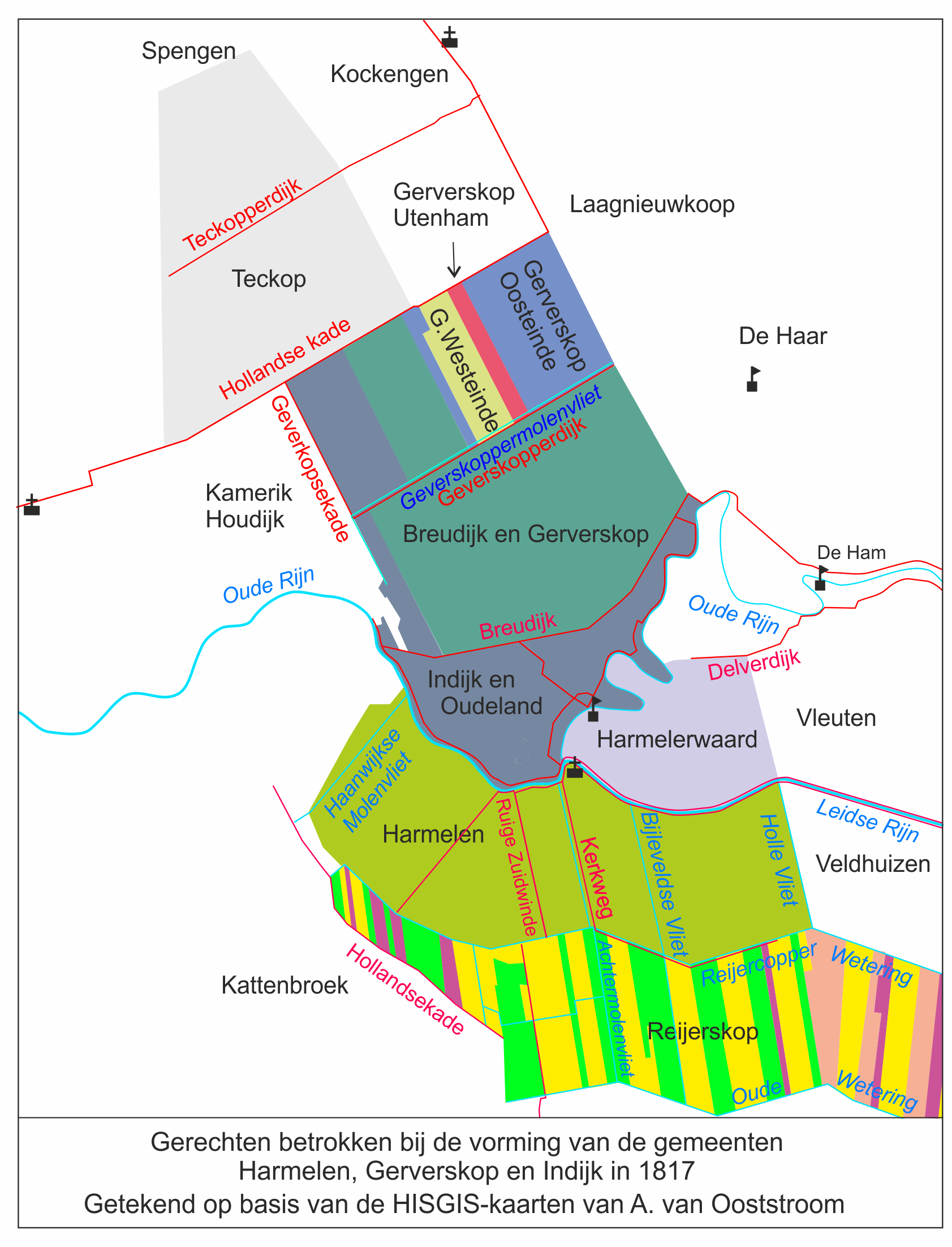

Wijken van Woerden: Bomen- en Bloemenkwartier · Molenvliet · Snel en Polanen · Schilderkwartier · Staatsliedenkwartier · Waterrijk

Dorpen: Harmelen · Kamerik · Kanis · De Meije · Zegveld

Buurtschappen: Barwoutswaarder · Bekenes · Breeveld · Breudijk · Cattenbroek · Geestdorp · Gerverscop · Harmelerwaard · Houtdijken · Kromwijk · Lagebroek · Mijzijde · Oud-Kamerik · Reijerscop · Rietveld · Teckop

Utrecht · Plaatsen in de provincie      Nederland · Provincies · Gemeenten